# Tornapunta

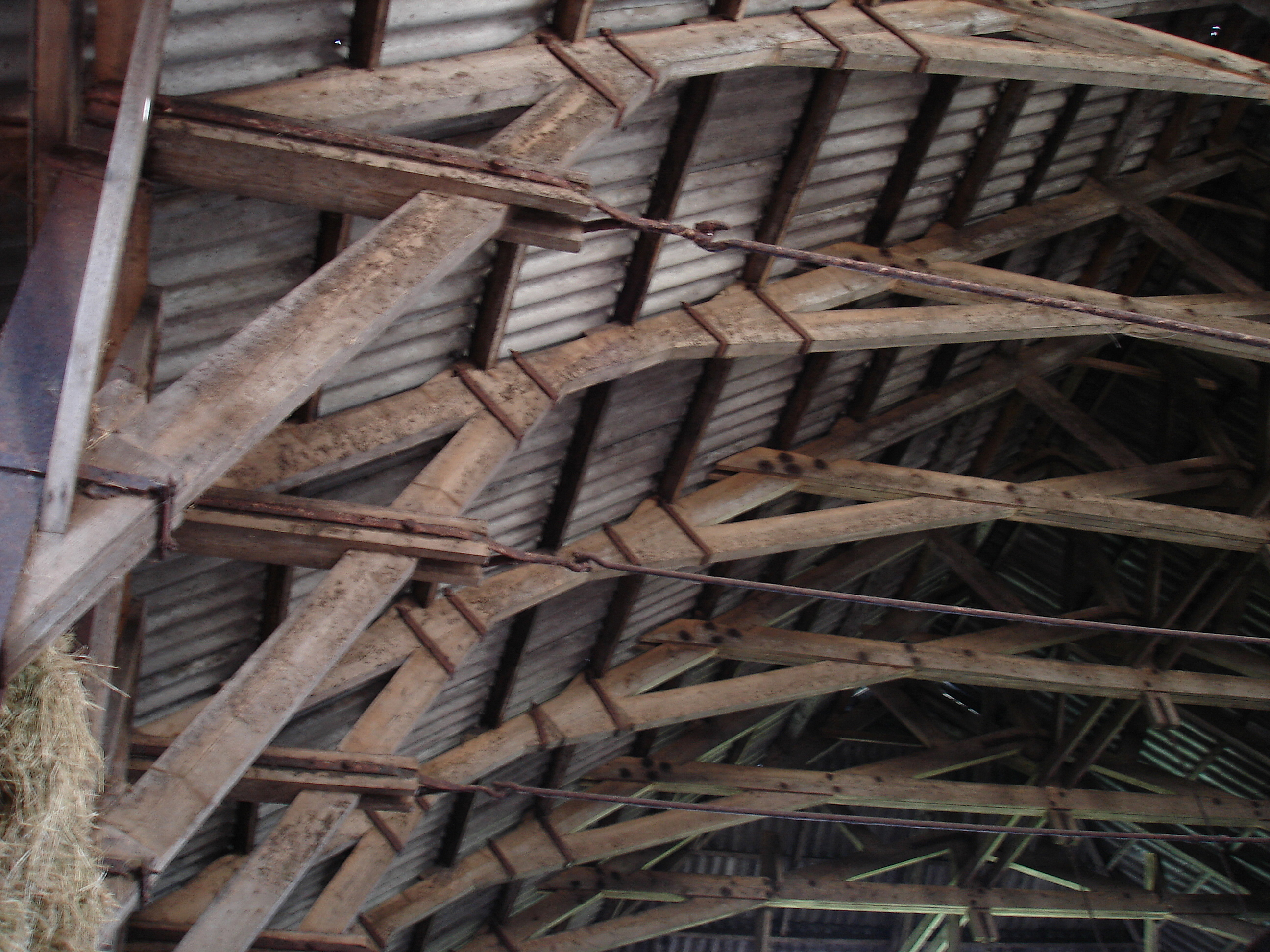
Les tornapuntes són les fustes que aguanten les vigues a la paret.

Un Tornapunta també anomenat riosta angular, riosta de cantonada o tornapuntes de cantonada, és una peça de fusta o metall que es fa servir en processos constructius, que unida obliquament a una altra de vertical serveix de suport per a una tercera horitzontal o inclinada, com un reforç. Es fa servir sobretot per la construcció de cobertes.